# Sanford (Alabama)
Pour les articles homonymes, voir Sanford.
Sanford est une ville du comté de Covington située dans l'État d'Alabama, aux États-Unis,.
Elle est située près du centre du comté, entre Andalusia et Opp. Elle est incorporée en 1902.

## Démographie
| 1910 | 1960 | 1970 | 1980 | 1990 | 2000 | 2010 |
| ---- | ---- | ---- | ---- | ---- | ---- | ---- |
| 742  | 247  | 256  | 250  | 282  | 269  | 241  |

## Source de la traduction
- (en) Cet article est partiellement ou en totalité issu de l’article de Wikipédia en anglais intitulé « Sanford, Alabama » (voir la liste des auteurs).